# Триумф (фильм, 2005)
«Триумф» (англ. The Greatest Game Ever Played) — биографический спортивный фильм, основан на реальных событиях юности американского чемпиона по гольфу Фрэнсиса Уимета, который в 1913 году первым в истории будучи любителем выиграл Открытый чемпионат США по гольфу. Его играет актёр Шайа Лабаф. Режиссёр фильма Билл Пэкстон. Фильм, по замыслу напоминающий некоторые другие спортивные фильмы начала 2000-х годов: Вспоминая титанов (2000), Новичок (The Rookie, 2002), Чудо (2004), Игра их жизней (2005). Сценарий был создан Марком Фростом, который ранее в 2002 году на эту же тему опубликовал книгу под названием «The Greatest Game Ever Played: Harry Vardon, Francis Ouimet, and the Birth of Modern Golf». Фильм был снят в Монреале, Квебек, Канада, в Kanawaki Golf Club.

## Сюжет
Главный герой фильма, молодой Фрэнсис Уимет, происходит из семьи иммигрантов, принадлежащей к рабочему классу. Уимет в 7-летнем возрасте посещает выставку легендарного британского чемпиона по гольфу про Гарри Вардона и сильно влюбляется в гольф. Он начинается работать кэдди в «The Country Club», расположенном через дорогу от его дома в Бруклайне, штат Массачусетс, и постепенно заводит дружбу с другими кэдди. В ту эпоху спорт был доступен только для богатых, но Уимет несмотря ни на что стремится играть в гольф. Он постоянно тренируется, и даже ночью у себя в комнате продолжает тренировки. Когда Фрэнсис рассказывает своей семье о желании играть в гольф, то сталкивается с негативным отношением отца, который считает, что они, люди низкого класса, не могут попасть в такой вид спорта как гольф. Вспыхивает ссора и оба принимают ставку, что если Фрэнсис не пройдёт квалификационный турнир, то он перестанет мечтать о гольфе и найдёт более подходящую работу. Фрэнсис проходит на квалификационном турнире вполне приличные трассы, и на последней лунке он должен забить за 5 ударов для победы и включения его в главный турнир. Исход зависит от последнего удара, но Фрэнсис, не выдержав давления, промахивается. Это приводит к тому, что он не проходит квалификацию и вынужден выполнить обещание, данное своему отцу.
Казалось, гольф полностью выброшен из головы и Фрэнсис находит работу в магазине. Через некоторое время этот магазин посещают два представителя гольф-клуба, которые видят Фрэнсиса в качестве перспективного отечественного игрока и предоставляют ему билет на предстоящий Открытый чемпиона США по гольфу. После долгих размышлений он принимает предложение, повторно сталкиваясь с неодобрением отца. В начале чемпионата он относится к большинству аутсайдеров и сталкивается с проблемой поиска кэдди, так как никто не хочет работать бесплатно. Наконец Уимет находит друга Джека. В первый день чемпионата Джека не видно, и Фрэнсису предложил свою помощь младший брат Джека — Эдди Лоури, и после первоначального колебания Фрэнсис сдался на попечение маленькому Эдди, который почти в два раза меньше него. После успеха в квалификации игра Фрэнсиса постепенно повышается, и вскоре он попадает в десятку игроков в конце второго дня вместе с Гарри Вардоном и Тэдом Рэем. Для определения чемпиона так необходимо тайм-брейк, в котором Рэй и Вардон объединили свои силы. Фрэнсис, при поддержке зрителей сохранял спокойствие и не делать каких-либо серьезных ошибок. Тэд Рэй на очередном этапе сплоховал — пропустил один из ударов.
В игре по-прежнему остаются Вардон и Фрэнсис, они проходят 17 лунок абсолютно одинаково. На 17-й лунке Фрэнсис забивает мяч за меньшее число ударов и получает преимущество в 1 очко. В драматическом плей-офф Вардон проводит замечательное возвращение мяча из песчаной ямы, но у Фрэнсиса по прежнему сохраняется преимущество в один мяч. Он сильно волнуется перед последним ударом, который может принести ему победу. Несмотря на значительное напряжение ему удалось собраться и точным ударом послать мяч в отверстие, вызвав огромнейшее ликование болельщиков. В эйфории зрители подхватывают чемпиона и его маленького кэдди в воздух.

## В ролях
| Актёр          | Роль               |
| -------------- | ------------------ |
| Шайа Лабаф     | Фрэнсис Уимет      |
| Мэттью Найт    | юный Фрэнсис Уимет |
| Стивен Диллэйн | Гарри Вардон       |
| Джош Флиттер   | Эдди Лоури         |
| Питер Ферт     | Альфред Хармсворт  |
| Пейтон Лист    | Сара Уоллис        |
| Элиас Котеас   | Артур Уилмет       |
| Марни Макфейл  | Мэри Уилмет        |
| Лен Кариу      | Стедман Комсток    |
| Стивен Маркус  | Тэд Рэй            |
| Макс Мэш       | Фредди Уоллис      |
| Майк Нахрганг  | Баритон            |

## Кассовые сборы
Фильм открыл 9 позицию в прокате в США в первый уик-энд и собрал $3 657 322.

## Отзывы критиков
Фильм получил в целом положительные отзывы как от любителей гольфа, так и от остальных. Роджер Эберт дал ему три из четырёх звезд, заявляя, что это действительно история величайшего матча по гольфу, с сильным человеческим фактором, показывающая игру в гольф как «захватывающую историю». Он отмечает, что он «не поклонник гольфа, но находит (эту историю) захватывающей… Пэкстон и его техники использовали каждый трюк из книги, чтобы драматизировать полёт мяча для гольфа. Мы отслеживаем шары в воздухе, мы наблюдаем за ними ползущими по зелени или заблудившимися в овраге, мы получаем не только орлиный взгляд, но и взгляд игрока, а иногда, я убежден, взгляд мяча.» На сайте агрегаторе обзоров Rotten Tomatoes 63 % критиков дали фильму положительные отзывы отметив его «свежесть» и резюмируя фильм как «Несмотря на обычную непопулярность спортивных фильмов, фильм Триумф является приятным исключением и цельной, поднимающей настроение сказкой.»

## Выпуск на DVD
Фильм был выпущен на DVD компанией Walt Disney Home Entertainment. Включают в себя два специальные документальных дополнения о том как снимался фильм и с раритетным 1963 года интервью с Francis Ouimet на Бостонском телеканале WGBH, на Бруклинском (штат Массачусетс) поле для гольфа, где в 1913 состоялся Открытый чемпионат США по гольфу. Это также было выпущено на Blu-ray Disc в 2009, и снова на DVD и Blu-ray в 2011.